# Wordtris
Wordtris est un jeu vidéo de réflexion développé par Realtime Associates et édité par Spectrum HoloByte, sorti en 1991 sur DOS, Mac, Super Nintendo et Game Boy.

## Système de jeu
Le jeu mélange le principe de Tetris et le jeu de lettres.

## Accueil
- Electronic Gaming Monthly : 25/40 (SNES)[1]